# Marc Juni Pera
Marc Juni Pera (en llatí: Marcus Junius D. f. D. n. Pera) va ser un magistrat romà. Era fill del cònsol Dècim Juni Pera, i formava part de la gens Júnia, de la branca familiar dels Pera.
Va ser elegit cònsol l'any 230 aC juntament amb Marc Emili Bàrbula. Més tard va ser censor el 225 aC junt amb Gai Claudi Centó, i l'any 216 aC va ser nomenat dictador després de la batalla de Cannes, en la qual, per poder reunir tropes, va armar no tan sols als esclaus sinó fins i tot als criminals.